# Paternalismo
El paternalismo es la tendencia a aplicar las normas de autoridad o protección tradicionalmente asignadas al padre de familia a otros ámbitos de relaciones sociales tales como la política y el mundo laboral. Su aplicación conlleva una reducción de la libertad y autonomía de la persona o grupo sujeto a trato paternalista, y la justificación utilizada es la protección de la persona o grupo frente al posible daño que esa persona o grupo pudiera causarse a sí mismo en caso de disponer de mayor autonomía y libertad.
Para el Derecho constitucional, el Estado paternalista es aquel que limita la libertad individual de sus ciudadanos con base en ciertos valores que fundamentan la imposición estatal. De esta manera, se justifica la invasión de la parcela correspondiente a la autonomía individual por parte de la norma jurídica, basándose en la incapacidad no real o ineptitud de los ciudadanos para tomar determinadas decisiones que el Estado considera correctas. Ejemplos de estas normas paternalistas serían la obligación que tienen los conductores y ocupantes de vehículos de llevar abrochado su cinturón de seguridad o las leyes que penalizan el consumo de drogas.
El Código Civil español, en su artículo 1903, exonera de la responsabilidad civil extracontractual a las personas que hubiesen actuado con la diligencia de un buen padre de familia, constituyendo esta diligencia en un paradigma jurídico o un concepto jurídico indeterminado que ha de ser apreciado por los tribunales en cada caso concreto.

## Paternalismo industrial o empresarial

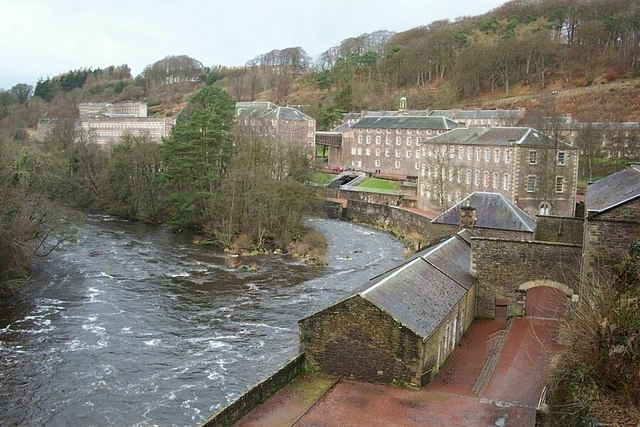
New Lanark, en Escocia, una de las colonias obreras más conocidas y pionera en el Reino Unido.

Paternalismo industrial o empresarial es la denominación historiográfica de la política social de algunas grandes empresas a partir de la época de la Revolución industrial. Esta política se basaba, por parte de los empresarios, en la construcción de viviendas para sus empleados, la financiación de economatos, escuelas primarias o técnicas, instalaciones sanitarias y culturales, actividades festivas, etc.
Con esto se conseguía, por un lado, mejorar las condiciones de vida de los trabajadores y sus familias, lo cual a su vez otorgaba una "paz social" a la empresa, evitando levantamientos y mejorando el rendimiento de sus trabajadores. La educación en las escuelas estaba destinada principalmente a la formación de futuros empleados. La llamada a la mejora de las condiciones de vida del obrero en la encíclica Renum Novarum de León XIII fue influyente en algunos empresarios católicos como el Marqués de Comillas. En los casos más extremos, se llegaron a construir poblados cerrados, con toque de queda, en los que se dieron auténticos intentos de domesticación de los trabajadores.

## Paternalismo social y empresarial durante la dictadura franquista

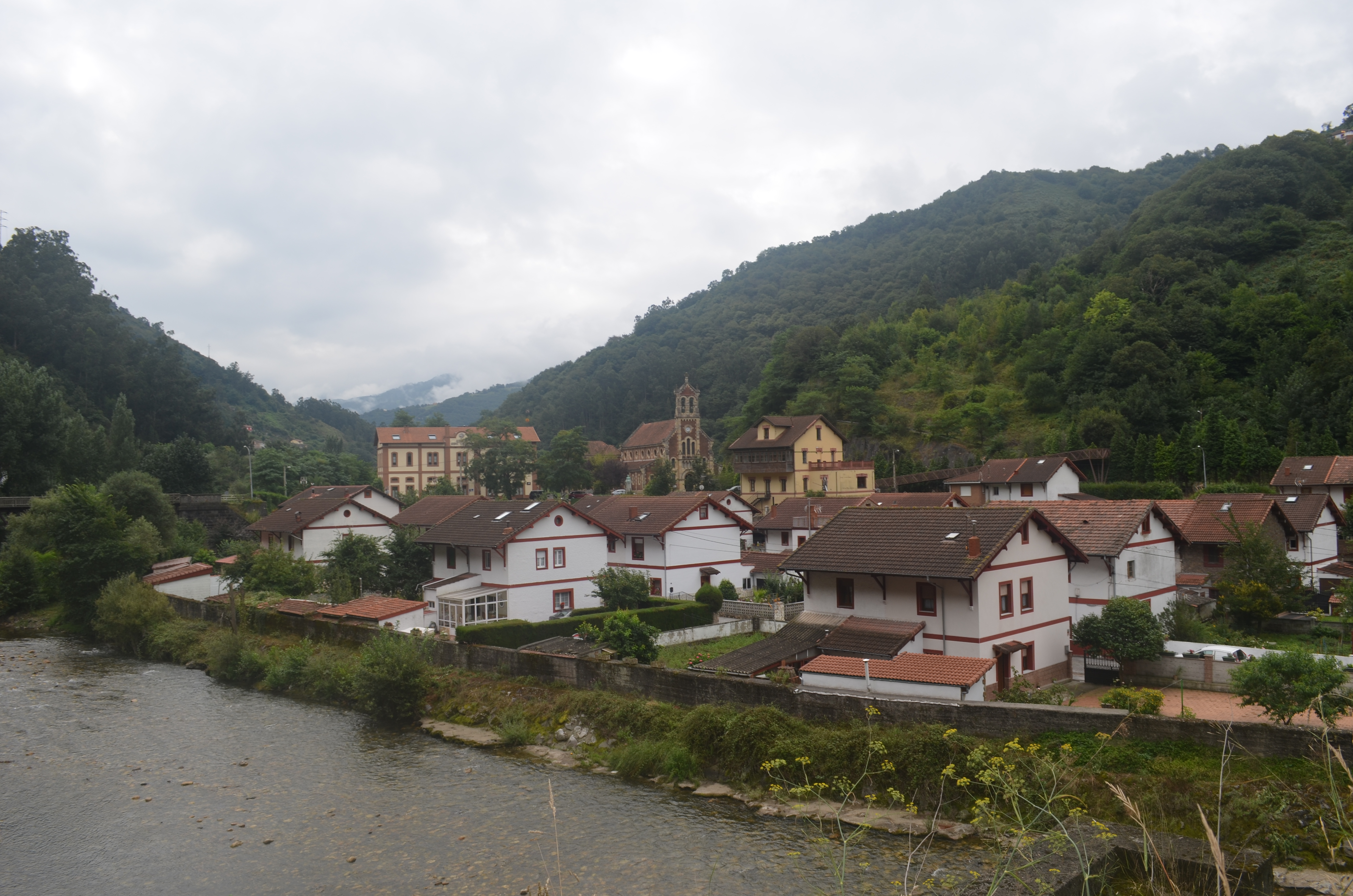
Poblado minero de Bustiello, en Asturias.

Durante el franquismo se desarrollaron extensamente programas de política social paternalista de inspiración múltiple (corporativista, fascista, nacionalcatólica, doctrina social de la iglesia) a través de las distintas instituciones del Movimiento Nacional, de las empresas nacionalizadas (Hunosa, Ensidesa, Renfe, Iberia, Telefónica) o de los grandes grupos oligopolísticos. Sería más correctamente llamado paternalismo estatal, al depender de la acción de un gobierno y no de una empresa privada, aunque en muchos casos fueron políticas llevadas a cabo en combinación de ambas instituciones.
En España fue destacable el caso de Asturias en la época de expansión de la industria hullera y siderúrgica, con ejemplos como la construcción del pueblo minero de Bustiello por parte de la Sociedad Hullera Española, el poblado de Solvay en Siero o la política de grandes empresas como Duro Felguera. Un papel especialmente relevante lo tenían los economatos, puesto que disponían alimentos y enseres a buen precio cuya venta a su vez repercutía en la empresa. Aunque las viviendas son el ejemplo más evidente de paternalismo, destacaban también las escuelas, iglesias, economatos, cines, teatros, ateneos, centros deportivos, centros de atención sanitaria, etc.